# Monti Tavola
I Monti Tavola (in polacco: Góry Stołowe; in lingua ceca: Stolové hory; in tedesco: Heuscheuergebirge) sono una catena montuosa che fa parte dei Sudeti Centrali. Si estende per una lunghezza di circa 42 km nella regione di confine tra la Polonia e la Repubblica Ceca.  Il settore polacco è incluso nel Parco nazionale dei Monti Tavola.
La vetta più elevata della catena montuosa è lo Szczeliniec Wielki, alto 919 metri.
La caratteristica più rilevante dei Monti Tavola è la sua struttura fatta di arenaria disposta in strati orizzontali con una sommità totalmente piatta, unico caso in tutta la Polonia, il che conferisce alla catena montuosa il suo aspetto a forma di tavola (in polacco: Stołowe), da cui deriva il nome dei monti. I pendii laterali sono invece piuttosto scoscesi.
Tra le attrazioni turistiche sono da segnalare i due massicci, Szczeliniec Wielki e Skalniak, sui quali si trovano alcune formazioni rocciose chiamate Błędne Skały (rocce erranti) caratterizzate da forme particolari che ricordano alcune immagini popolari: Kwoka (gallina), Wielbłąd (cammello), Małpa (scimmia), Głowa Konia (testa di cavallo), Fotel Pradziada (poltrona del nonno).

## Foreste
Le foreste dei Monti Tavola sono dominate da monocolture di abete rosso piantati artificialmente, che hanno sostituito le foreste decidue e miste della parte inferiore che erano state abbattute in precedenza. Le foreste alluvionali sono le meno rappresentate. Le foreste decidue a latifoglie sono conservate solo in piccole aree in terreni di difficile accesso.

## Galleria d'immagini

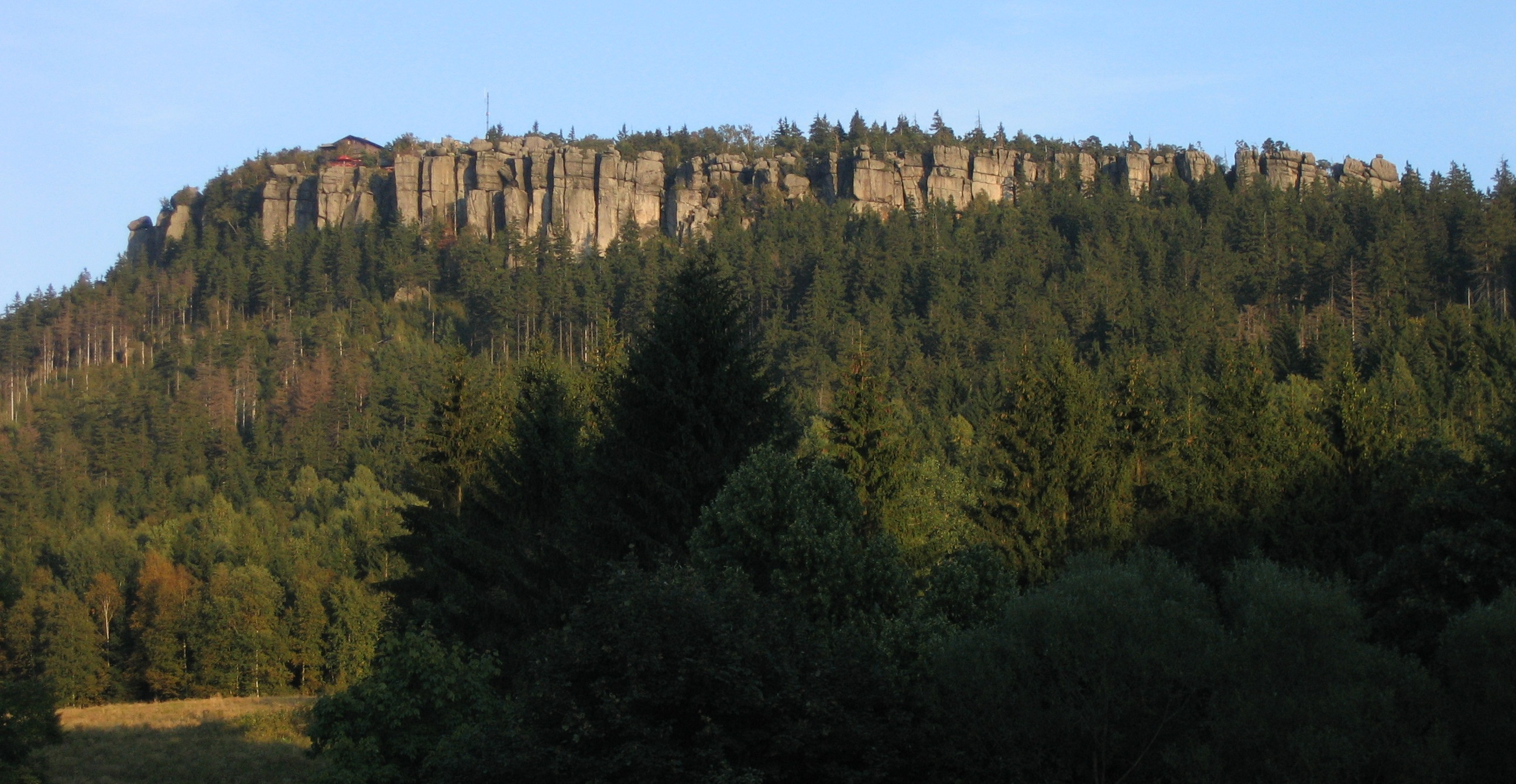
Lo Szczeliniec Wielki visto dal versante della Repubblica Ceca
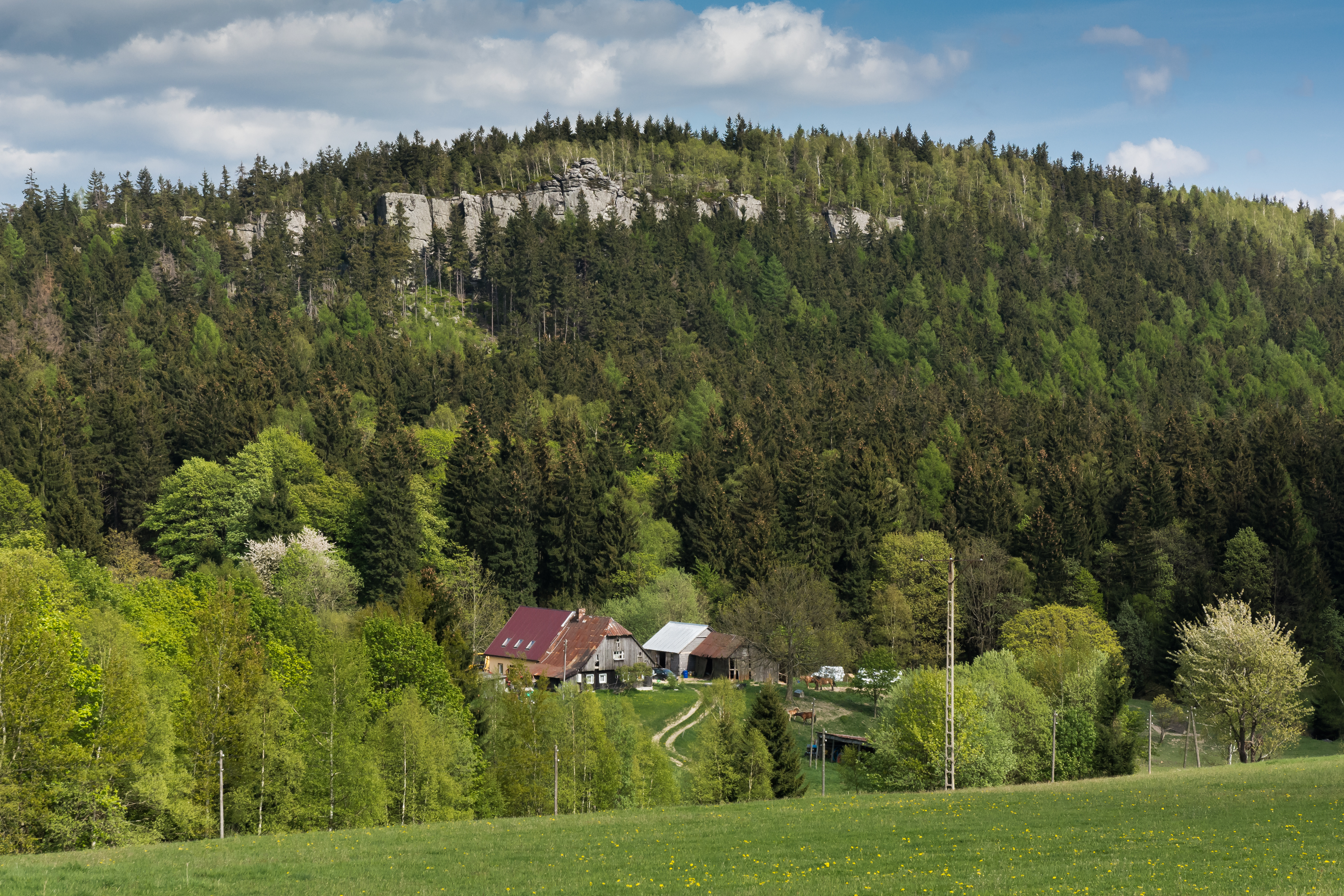
Panorama
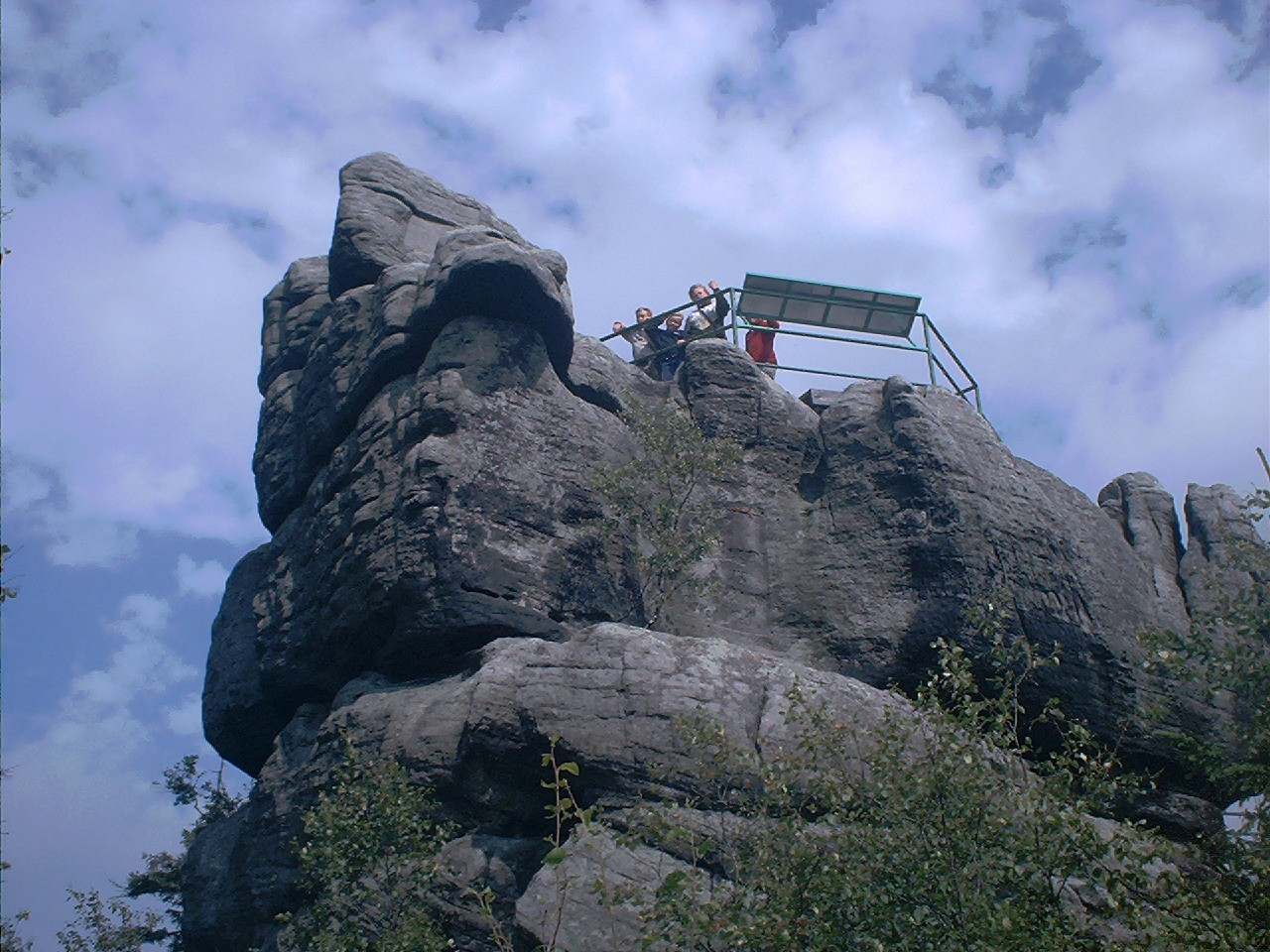
La poltrona del nonno sullo Szczeliniec Wielki
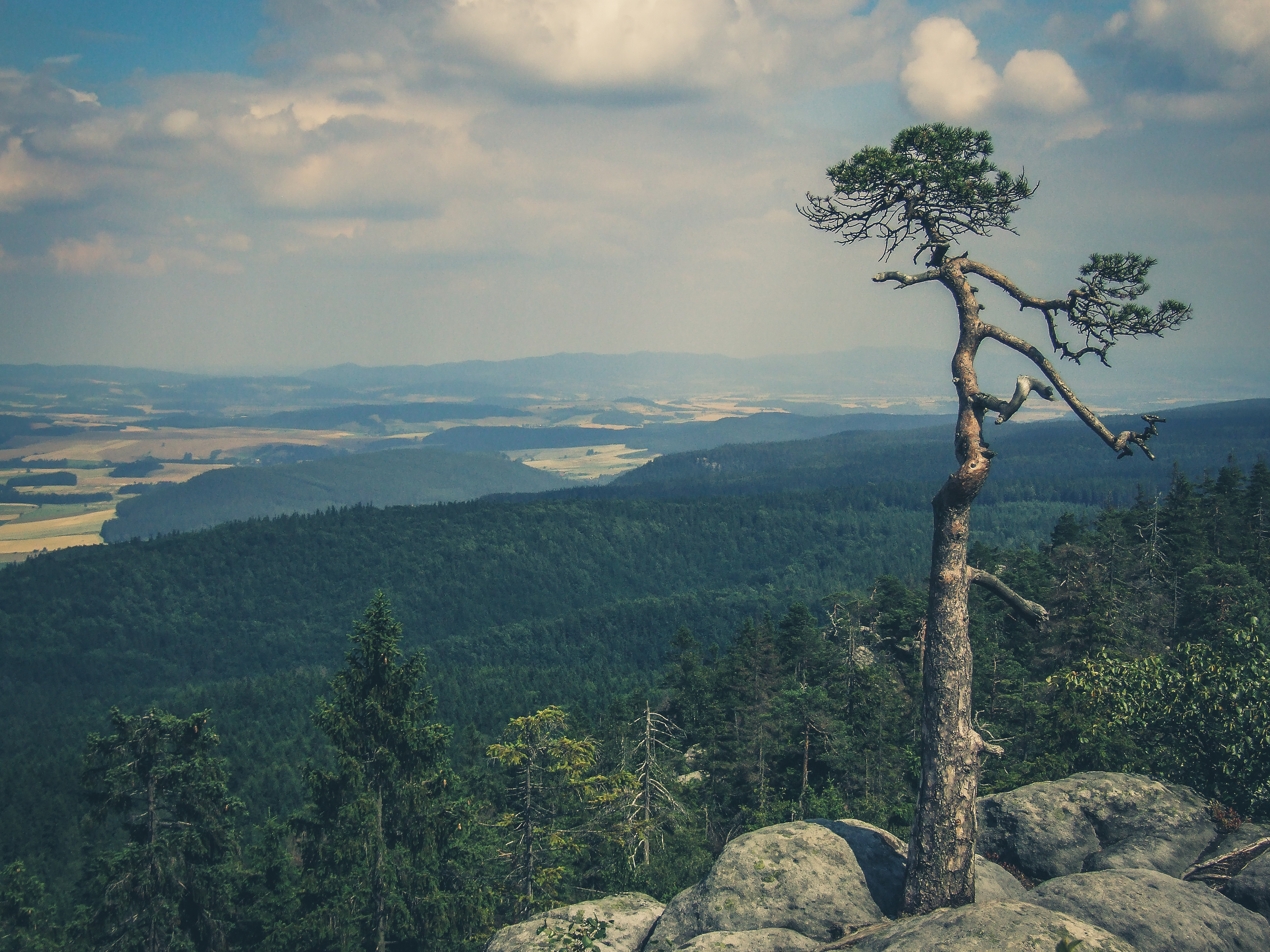
Panorama
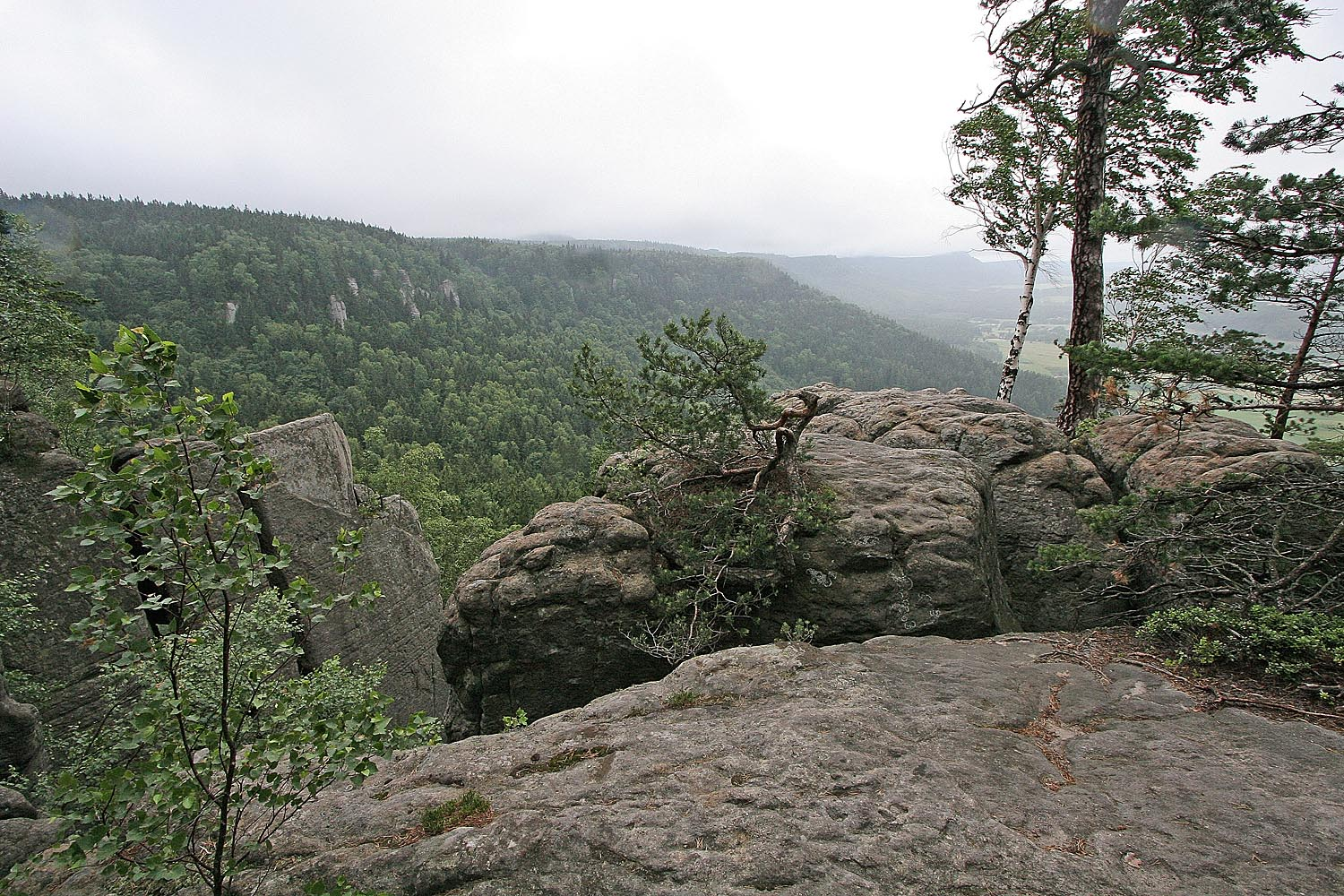
Panorama
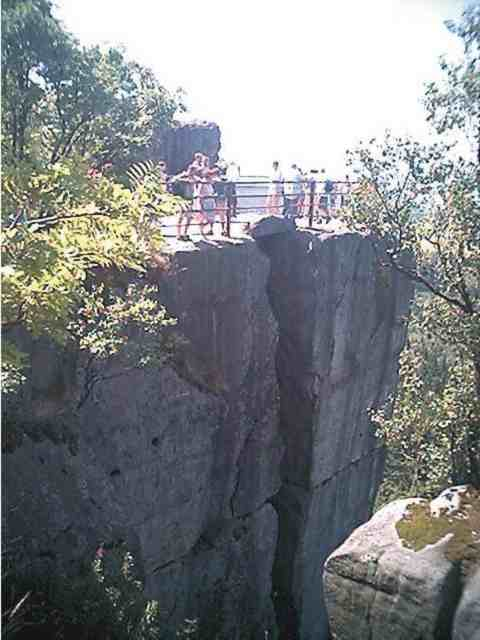
Veduta dalla galleria occidentale sullo Szczeliniec Wielki
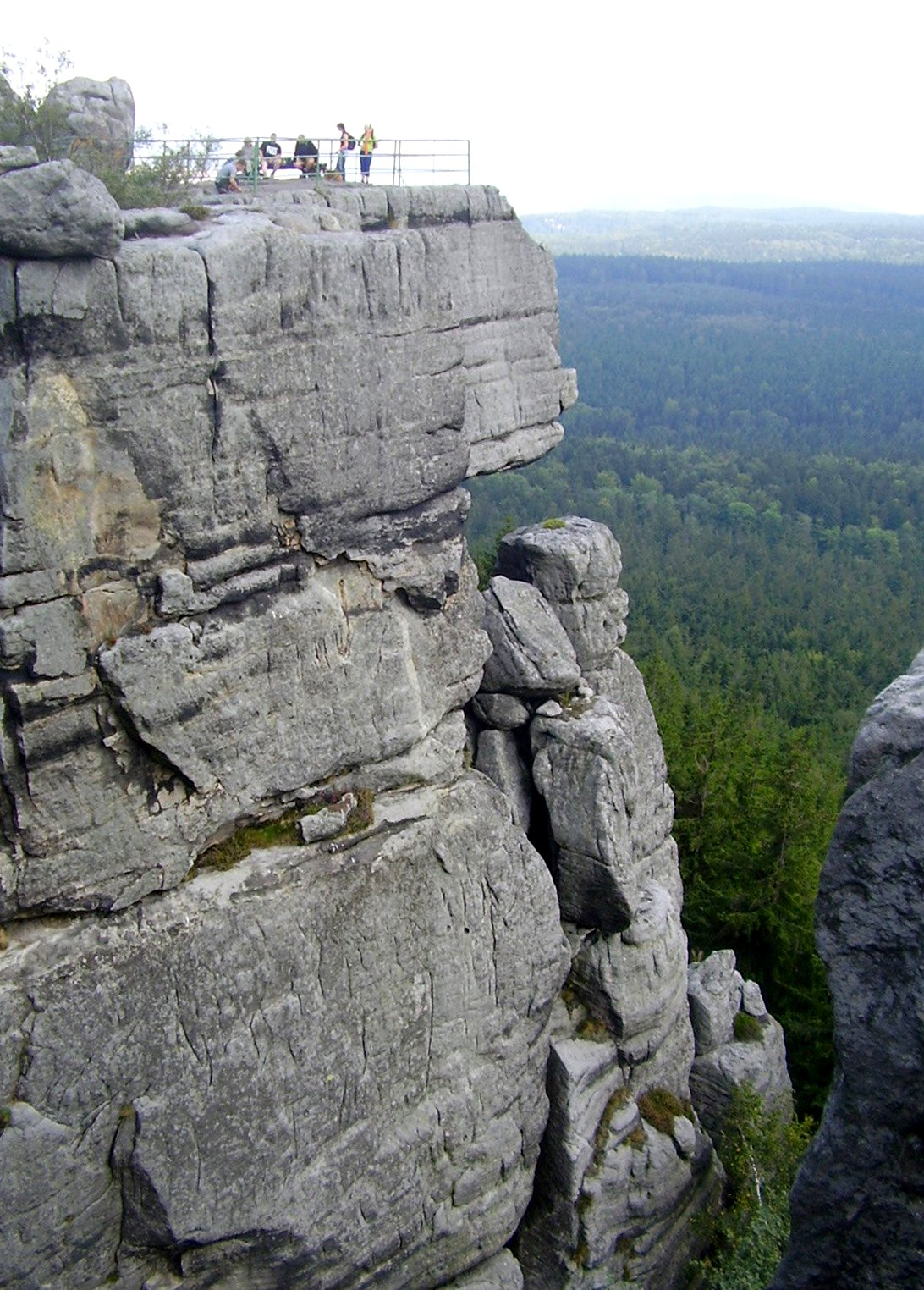
Punto di osservazione
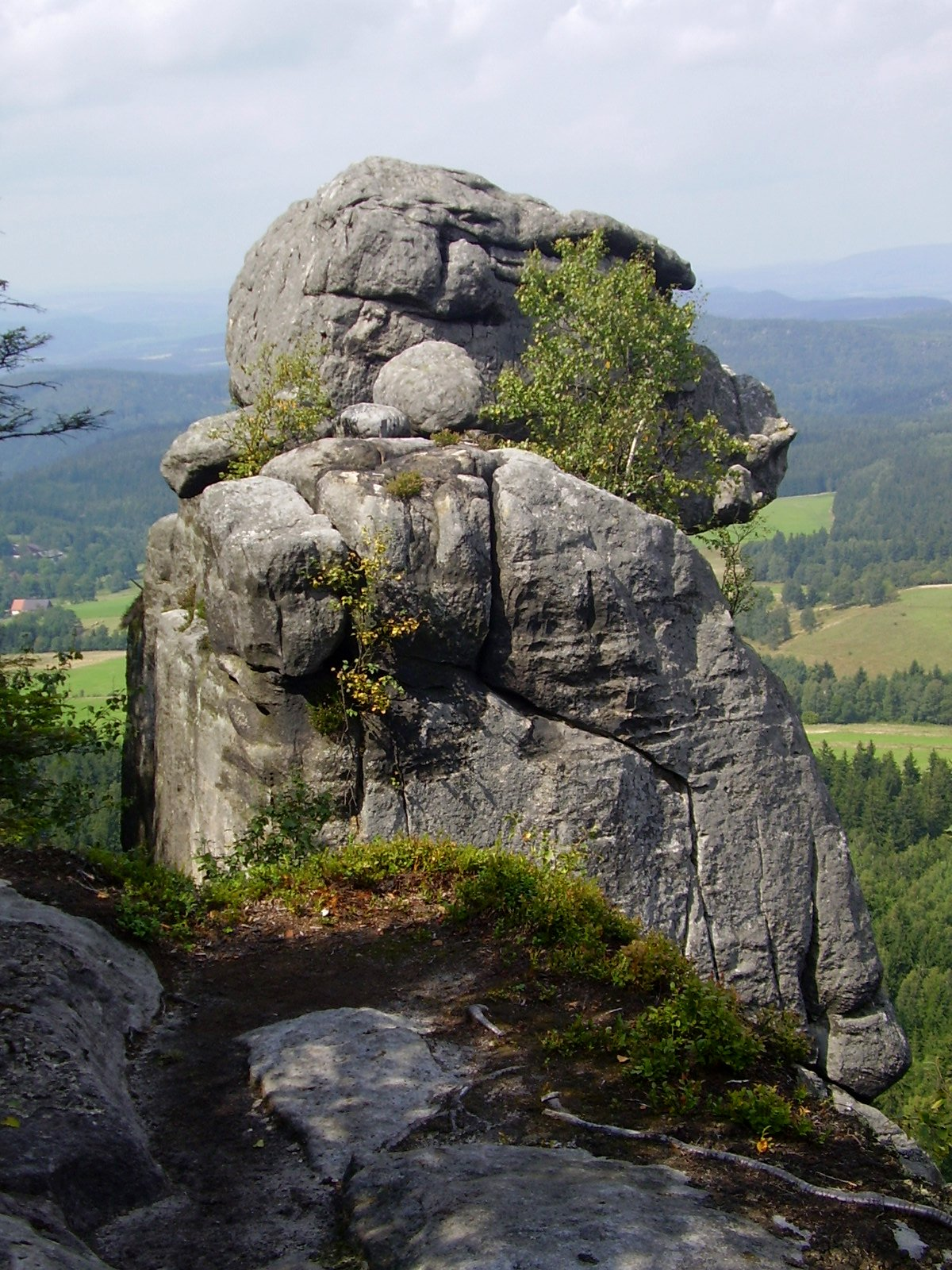
La scimmia sullo Szczeliniec Wielki
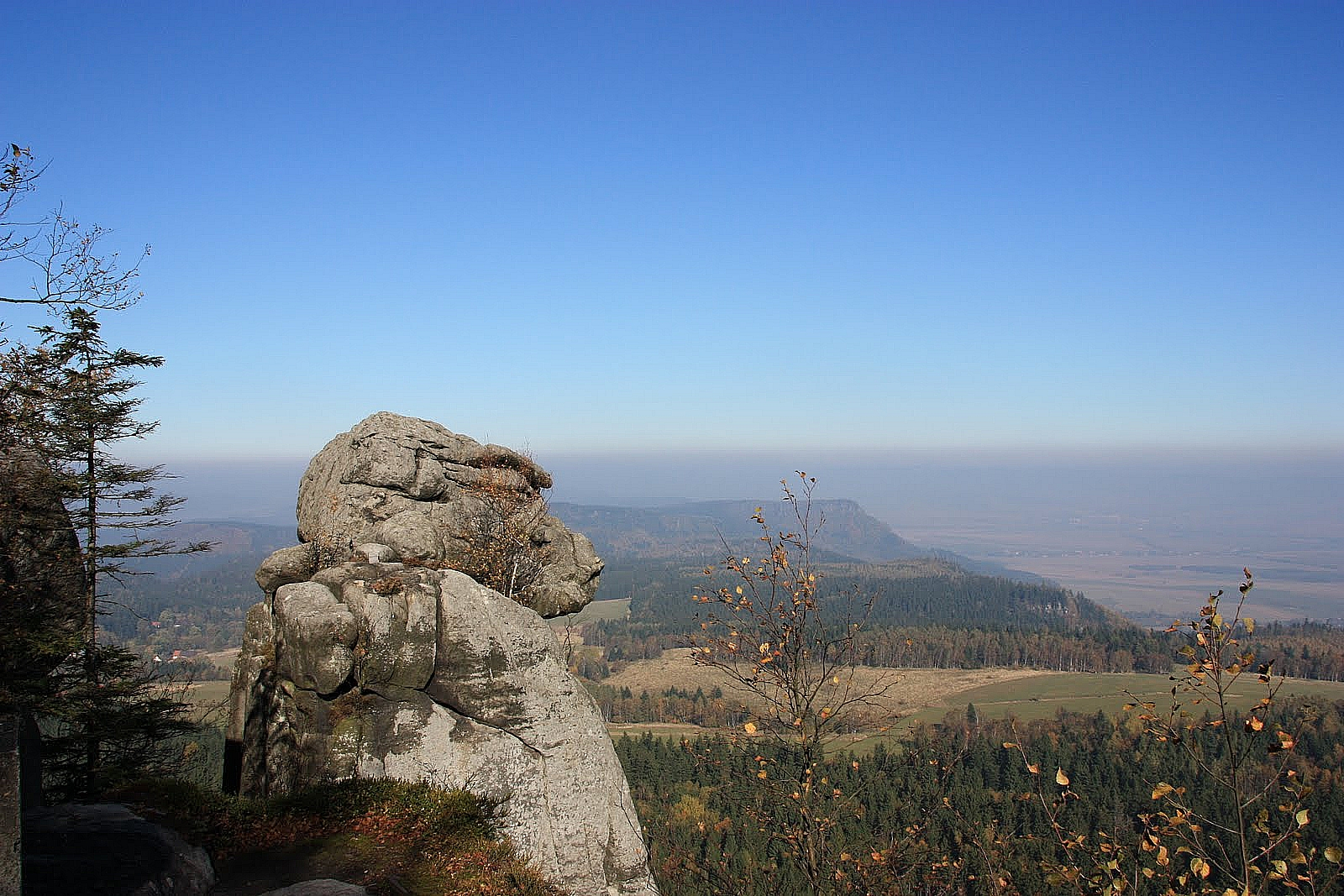
La scimmia
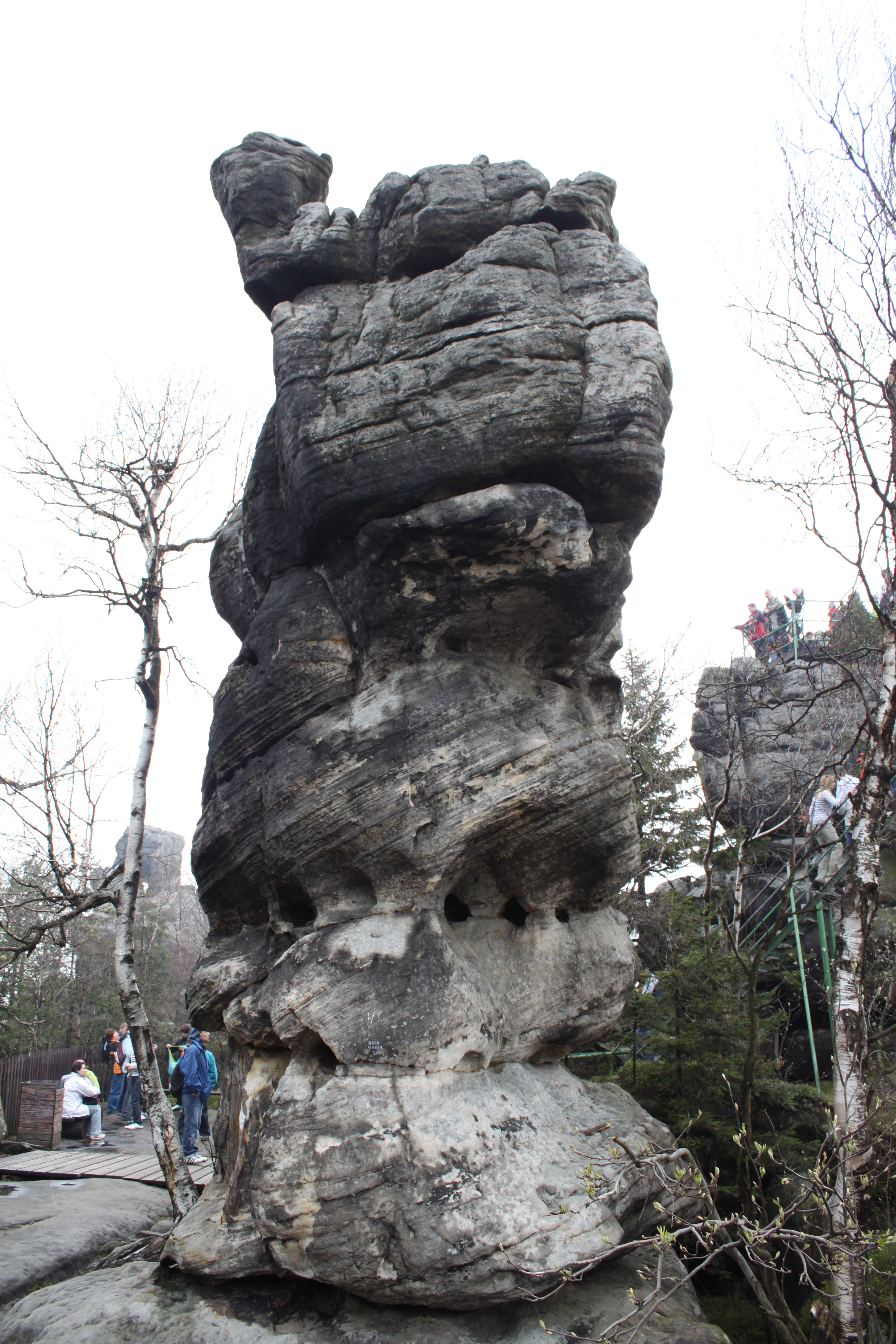
Il Cammello sullo Szczeliniec Wielki
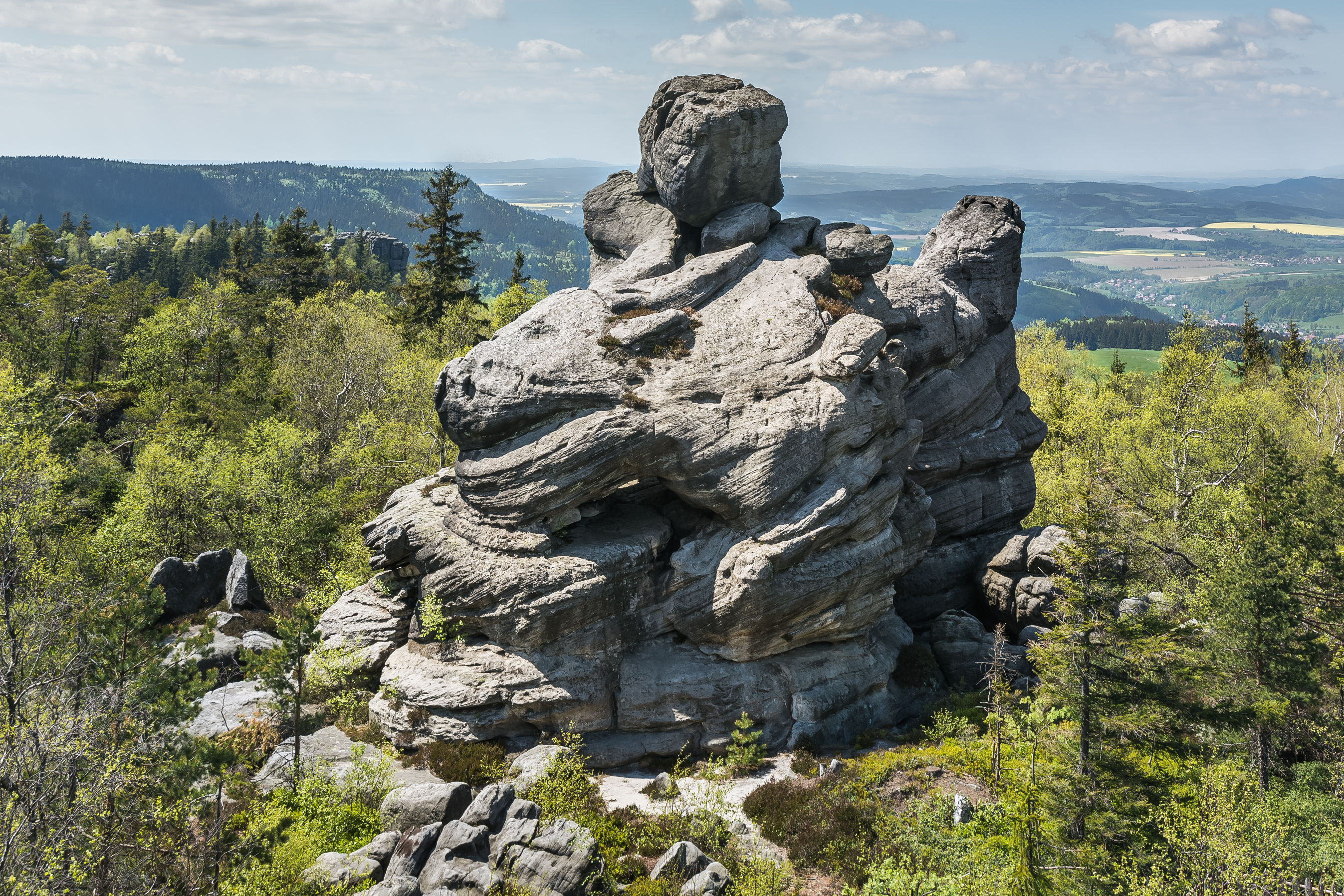
La testa di cavallo
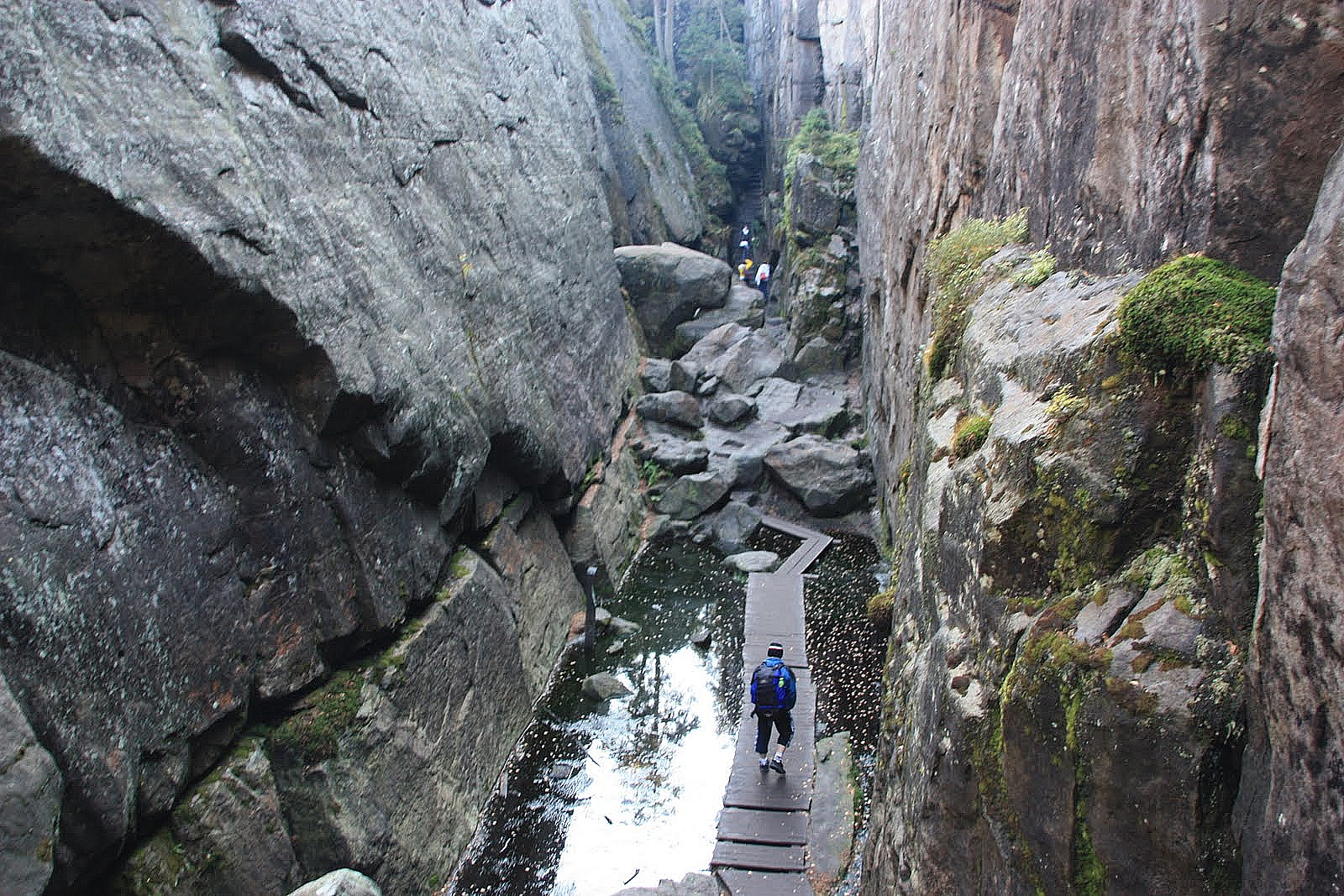
L' inferno
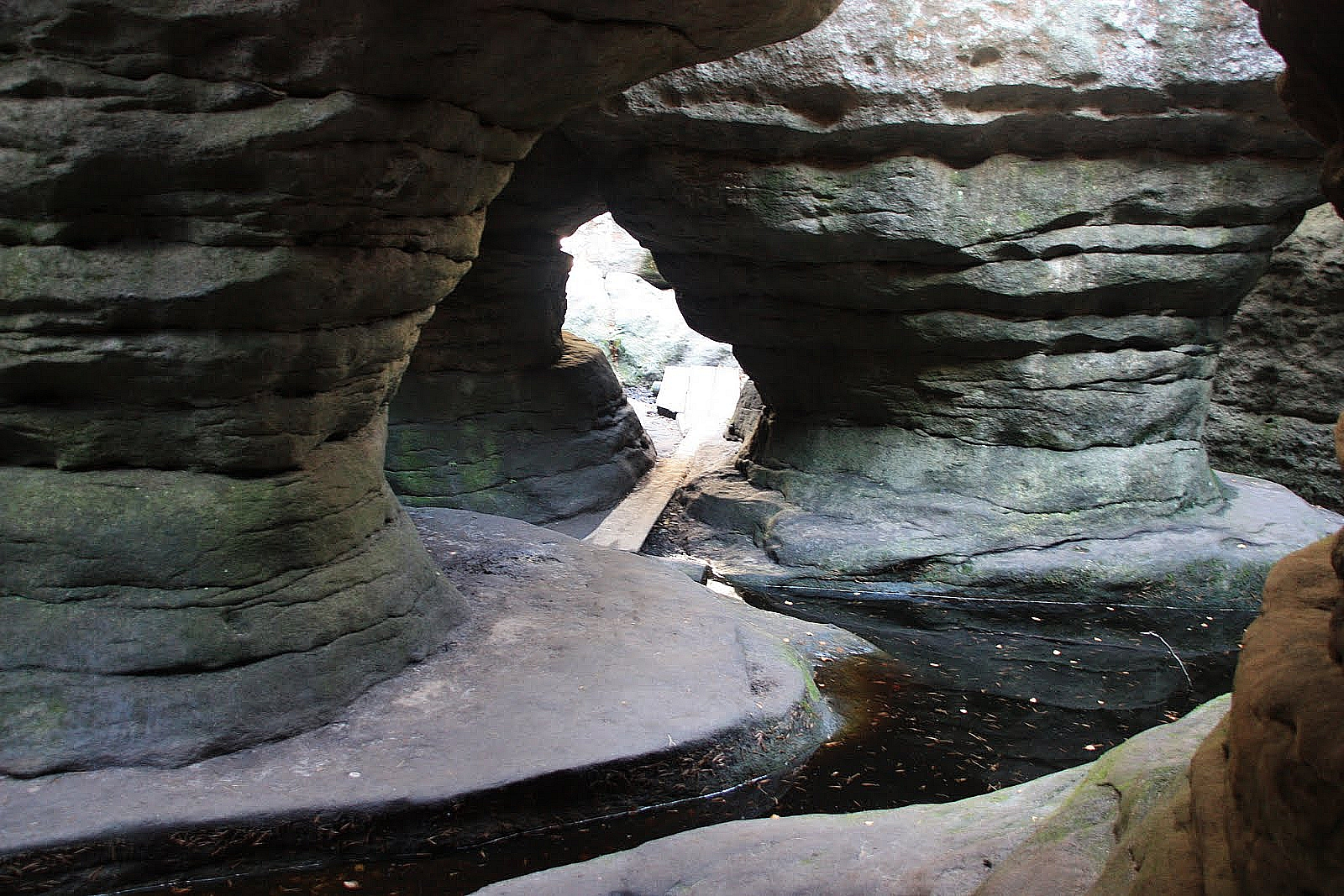
Le rocce erranti (in polacco Błędne Skały)
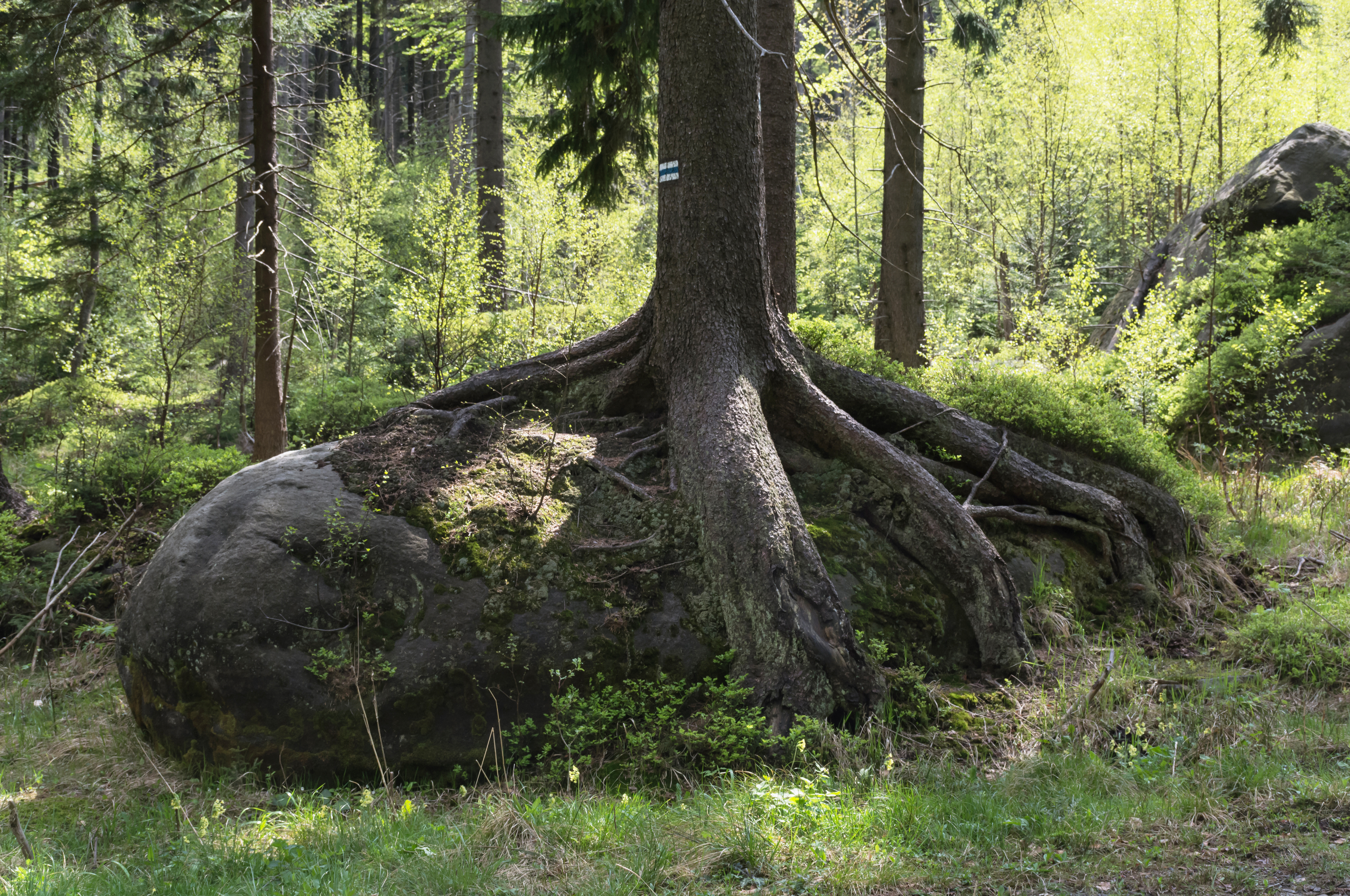
L'albero cresciuto sulla roccia